# Inta
Inta (oroszul: Инта) város Oroszországban, Komiföldön. A szénbányászat egyik központja.
Lakossága: 32 080 fő (a 2010. évi népszámláláskor).

## Fekvése
Az Urál előhegyeiben, Sziktivkartól 608 km-re északkeletre, a Nagy-Inta (a Koszju mellékfolyója) bal partján fekszik. Néhány km-re van a vasútállomás, a Komiföldet délnyugat–északkeleti irányban átszelő Kotlasz–Vorkuta vasúti fővonalon. 
Az erdős tundra övezetében, az északi sarkkörtől 50 km-re délre terül el. Éghajlata télen zord, nyáron mérsékelten meleg. Az 1965–1993 között mért legalacsonyabb hőmérséklet –52,1 °C (1978. december), a legmagasabb 33,9 °C (1990. július).
Bányászváros, az ipar vezető ágazata a szénbányászat. Gazdasági életét alapvetően meghatározza a szénbányászat sorsa. Bányáiban ún. energetikai szeneket bányásznak, melyeket Komiföld egyes hőerőművei, vállalati hőközpontjai, a lakossági fűtést és meleg vizet szolgáltató vállalatok, iskolák, kórházak stb. használnak fel.
A város három különálló részből áll: az állomás melletti Verhnyaja Inta ('felső Inta'), az állomástól kb. 7 km-re és a központtól 4 km-re fekvő Juzsnij ('déli'), valamint maga a város, Inta. A házak többsége téglából épült.

## Története
1940-ben a mai Inta mellett három szénbánya nyitását határozta el a központi vezetés. A szénbányák megnyitásának előkészítésére érkezett expedíciós csapat bázisából és a munkáskolóniákból alakult ki fokozatosan Inta. A következő években nagy erőkkel láttak a bányák kiépítéséhez és a szénvagyon hasznosításához. 1944-ben munkástelepüléssé, 1954-ben várossá nyilvánították. 
Mint Komiföldön sok helyen, itt is főként a Gulag foglyaival végeztették a munkát, Inta és a bányavidék 15 éven át a Gulag rendszeréhez tartozott. Ez idő alatt 14 kisebb bányát nyitottak, melyekből később négy nagy, egyenként évi egy millió tonna termelői kapacitású bányaegységet szerveztek.  Az utolsó nagy bánya („Intyinszkaja” vagyis 'intai' bánya) kiépítése 1956-ban kezdődött, és egy nagy szénfeldolgozó is épült. 
A 20. század végére a szénbányászat visszafejlesztése itt is elkerülhetetlenné vált, ezt a város gazdasága és lakossága is megsínylette. 2007-ben a bányákat összefogó Intaugol ellen csődeljárás indult. Attól kezdve már csak az utolsóként megnyitott „Intyinszkaja” bánya termelt.
2014 nyarán a komiföldi vezetés elhatározta az Intaugol gazdasági társaság államosítását (pontosabban: nacionalizálást) és ezzel a bányászváros gazdasági alapját képező bányák megmentését.

## Népesség
- 1959-ben 45 136 lakosa volt.
- 1979-ben 50 862 lakosa volt.
- 1989-ben 60 220 lakosa volt.
- 2002-ben 41 217 lakosa volt.
- 2010-ben 32 080 lakosa volt, melynek 75,9%-a orosz, 8,1%-a ukrán, 7,3%-a komi és 2%-a tatár.